# 5 Pułk Dragonów (Imperium Rosyjskie)
5 Kargopolski Pułk Dragonów (ros. 5-й драгунский Каргопольский полк) – pułk dragonów Armii Imperium Rosyjskiego.

## Charakterystyka
Jednostka została sformowana w 1707 roku. Święto pułku obchodzone było w Święto Trójcy Świętej. Nazwa wyróżniająca pochodziła od miasta Kargopol.
W latach 1842–1892 szefem pułku był wielki książę Konstanty Mikołajewicz Romanow.

W 1903 roku oddział stacjonował w garnizonie Konin, w ówczesnej guberni kaliskiej.

Wchodził w skład 1 Brygady 5 Dywizji Kawalerii.
Zmiany nazwy:
- Kargopolski Pułk Dragonów (1707–1727)
- 2 Tulski Pułk Dragonów (1727)
- Kargopolski Pułk Dragonów (1727–1756)
- Kargopolski Pułk Konnych Grenadierów (1756–1762)
- Kargopolski Pułk Kirasjerów (1762–1763)
- Kargopolski Pułk Karabinierów (1763–1796)
- Kargopolski Pułk Dragonów (1796–1842)
- Pułk Dragonów Jego Wysokości Wielkiego Księcia Konstantego Mikołajewicza (1842–1857)
- Kargopolski Pułk Dragonów Jego Wysokości Wielkiego Księcia Konstantego Mikołajewicza (1857–1864)
- 5 Kargopolski Pułk Dragonów Jego Wysokości Wielkiego Księcia Konstantego Mikołajewicza (1864–1882)[4]
- 13 Kargopolski Pułk Dragonów Jego Wysokości Wielkiego Księcia Konstantego Mikołajewicza (1882–1892[5])
- 13 Kargopolski Pułk Dragonów (1892–1907)
- 5 Kargopolski Pułk Dragonów (1907–1918)

W latach 1914–1917 w szeregach pułku walczyli między innymi: Konstanty Rokossowski, późniejszy marszałek Polski i ZSRR, i przyszły generał armii Iwan Tiuleniew.